# Sam Dekker
Samuel Thomas Dekker (* 6. Mai 1994 in Sheboygan, Wisconsin) ist ein US-amerikanischer Basketballspieler.

## Werdegang
An der Sheboygan Lutheran High School gehörte Dekker der von seinem Vater Todd als Trainer betreuten Basketballmannschaft an. 2012 gewann er mit der U18-Nationalmannschaft seines Heimatlandes die Amerikameisterschaft dieser Altersklasse. Von 2012 bis 2015 studierte Dekker an der University of Wisconsin–Madison (durchschnittlich 12,1 Punkte und 5 Rebounds in 113 Einsätzen).
Dekker wurde im NBA-Draft 2015 von den Houston Rockets an 18. Stelle ausgewählt. In seiner Debütsaison kam er in drei Spielen zu Kurzeinsätzen für die Mannschaft; insgesamt stand er sechs Minuten auf dem Spielfeld. Dekker hatte in seinem Jahr als Rookie mit Rückenbeschwerden zu kämpfen, weshalb er drei Monate ausfiel. Nachdem er genesen war, spielte Dekker für die Rio Grande Valley Vipers in der D-League.
In seinem zweiten Jahr in der NBA erhielt Dekker regelmäßig Einsatzzeit bei den Texanern und kam in der Saison 2016/17 auf 77 Einsätze mit durchschnittlich 18,4 Minuten Spielzeit in der Hauptrunde, in denen er durchschnittlich 6,5 Punkte pro Spiel erzielte. Dekker erreichte mit den Rockets die NBA-Playoffs. Im Conference-Halbfinale unterlag man letztlich San Antonio mit 2:4.
Im Sommer 2017 wurde er im Rahmen eines Transfers um Chris Paul mit drei weiteren Spielern von den Houston Rockets an die Los Angeles Clippers abgegeben. Bei den Kaliforniern spielte Dekker in 73 Spielen durchschnittlich 12,1 Minuten und erzielte hierbei im Schnitt 4,2 Punkte.
Im Sommer 2018 wurde Dekker erneut transferiert und landete im Kader der Cleveland Cavaliers. Decker begann die Saison 2018/19 gut, verletzte sich aber bereits nach neun Spielen. Es kamen keine Einsätze mehr für Cleveland hinzu, weil er wenige Wochen später in einem Tauschgeschäft zwischen drei Mannschaften zu den Washington Wizards transferiert wurde. Für die Wizards absolvierte Dekker 38 Spiele und erzielte hierbei im Schnitt 6,1 Punkte je Begegnung.
Nach der Saison lief der Vertrag von Dekker aus und er erhielt keinen neuen Vertrag einer NBA-Mannschaft. Daraufhin schloss sich Dekker dem russischen Verein Lokomotive Kuban Krasnodar an, der in der VTB United League antritt.
Für Türk Telekomspor erzielte Dekker während des Spieljahres 2020/21 in 31 Begegnungen der türkischen Liga im Durchschnitt 15 Punkte. Der US-Amerikaner kehrte anschließend in die NBA zurück, wurde im August 2021 von der kanadischen Mannschaft Toronto Raptors verpflichtet. Für Toronto kam er in der NBA zu einem 54-sekündigen Kurzeinsatz, Anfang November 2021 wurde er aus der Mannschaft gestrichen.
Im weiteren Verlauf des Spieljahres 2021/22 stand Dekker in Diensten des türkischen Erstligisten Bahçeşehir Koleji Spor Kulübü. In 18 Ligaeinsätzen erreichte der US-Amerikaner einen Mittelwert von 13,2 Punkten. Ende April 2022 gewann er mit der Mannschaft den europäischen Vereinswettbewerb FIBA Europe Cup.
Dekker wurde im August 2022 von der britischen Mannschaft London Lions als Neuzugang vermeldet.

## Karriere-Statistiken

### NBA

#### Hauptrunde
| Saison  | Team                   | GP  | GS | MPG  | FG % | 3P % | FT % | RPG | APG | SPG | BPG | PPG |
| ------- | ---------------------- | --- | -- | ---- | ---- | ---- | ---- | --- | --- | --- | --- | --- |
| 2015–16 | Houston                | 3   | 0  | 2.0  | .000 | .000 | .000 | 0.3 | 0.0 | 0.3 | 0.0 | 0.0 |
| 2016–17 | Houston                | 77  | 2  | 18.4 | .473 | .321 | .559 | 3.7 | 1.0 | 0.5 | 0.3 | 6.5 |
| 2017–18 | L.A. Clippers          | 73  | 1  | 12.1 | .494 | .167 | .661 | 2.4 | 0.5 | 0.3 | 0.1 | 4.2 |
| 2018–19 | Cleveland / Washington | 47  | 5  | 16.8 | .469 | .306 | .609 | 3.1 | 1.0 | 0.8 | 0.1 | 6.1 |
| 2021–22 | Toronto                | 1   | 0  | 1.0  | –    | –    | –    | 0.0 | 0.0 | 0.0 | 0.0 | 0.0 |
| Gesamt  | Gesamt                 | 201 | 8  | 15.4 | .478 | .288 | .606 | 3.0 | 0.8 | 0.5 | 0.2 | 5.5 |

#### Play-offs
| Saison  | Team    | GP | GS | MPG | FG % | 3P % | FT % | RPG | APG | SPG | BPG | PPG |
| ------- | ------- | -- | -- | --- | ---- | ---- | ---- | --- | --- | --- | --- | --- |
| 2016–17 | Houston | 4  | 0  | 7.8 | .250 | .500 | .000 | 2.5 | 0.3 | 0.3 | 0.3 | 2.3 |
| Gesamt  | Gesamt  | 4  | 0  | 7.8 | .250 | .500 | .000 | 2.5 | 0.3 | 0.3 | 0.3 | 2.3 |